# Feiring, Norway
Feiring, Norway là một làng nằm ở Na Uy.